# コルフ島事件
コルフ島事件（コルフとうじけん、イタリア語: Crisi di Corfù、ギリシア語: κατάληψη της Κέρκυρας）は、1923年8月31日に発生した武力衝突事件。第一次世界大戦後にバルカン半島諸国で発生した領土対立に絡み、エンリコ・テッリーニ将軍暗殺事件に対する報復として、イタリア王国がギリシャ王国領のケルキラ島（イタリア語名：コルフ島）を砲撃し、占領した。
イタリア政府の強硬姿勢を前にギリシャ政府は暗殺事件に対する謝罪と補償を約束し、ベニート・ムッソリーニ政権の支持率は大きく高まった。

## 経緯

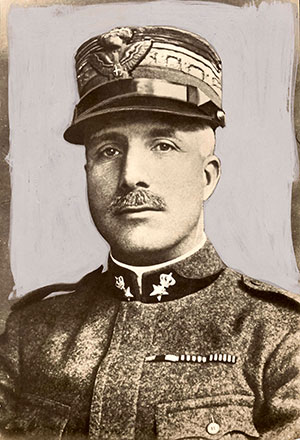
エンリコ・テッリーニ

### テッリーニ将軍遭難事件
1923年当時、バルカン半島におけるアルバニア公国、セルブ・クロアート・スロヴェーン王国（ユーゴスラビア王国）、ギリシャ王国の国境確定のため、大使会議によって派遣された国境劃定委員会が調査を行っていた。8月27日、委員会のメンバーでイタリア王国陸軍エンリコ・テッリーニ大将の一行が何者かによって襲撃され、テッリーニ将軍を含む4名が殺害された。

### イタリア最後通告
7時間後、事件の一報を聞いたイタリア王国首相ベニート・ムッソリーニは駐ギリシャ公使ジュリオ・チェーザレ・モンターニャに対し、ギリシャ政府に「犯人を直ちに懲罰すること」「ギリシャ政府にもっとも強硬な抗議をすること」「事実が判明するまで賠償の権利を留保しておくこと」を訓令した。また英仏両国にも、イタリアと同様の姿勢をとるよう要請した。ギリシャ政府は犯人は山賊の類であるという観測を発表していたが、モンターニャ公使は犯人がギリシャ政府から武器の供与を受けた団体と関係していると推測していた。モンターニャ公使の報告を受けたムッソリーニも同様の観測を強め、翌7月28日に「ギリシャ軍最上層部の謝罪」「被害者の葬儀へのギリシャ政府閣僚の出席」「イタリアの特使到着から5日以内の捜査完了」「犯人全員の死刑」「5日以内に5000万リラの賠償金を支払う」「犠牲者の遺体を運ぶために派遣されたイタリア海軍軍艦のイタリア国旗に敬礼を行う」という6項目の要求を準備した。ムッソリーニの同日のメモにはギリシャ政府が要求に応じる見込みは薄いとして、賠償支払いまでケルキラ島を保障占領する方針が書かれており、この日の段階でケルキラ島の占領は既定方針となっていた。翌8月29日にはこの6項目に「犠牲者の遺体がイタリア軍艦に移される際に軍葬の礼をとること」を加えた7項目の最後通牒を正式にギリシャ政府に通告した。

### ケルキラ島砲撃と占領
しかしギリシャ政府の態度はイタリア政府や世論を満足させるものではなかった。8月30日にギリシャ政府が正式に全面的拒否通告を行うと、ムッソリーニは即座にイタリア王国海軍(en:Regia_Marina)の艦隊をケルキラ島に向かわせるよう命令した。艦隊を指揮していたエミーリオ・ソラーリ提督は、8月31日の午前中に同島付近に到着してその後占拠する予定を立てていたが、予定は大幅に遅れ、艦隊がケルキラ島に到着した頃には夕刻に迫っていた。占拠を焦った艦隊は同島にいたギリシャ人難民に砲撃を加え、複数の犠牲者を出した。その後ケルキラ島と隣接する二つの小島は海兵隊によって占拠されたが、占領に伴った惨事はイタリアに対して抱かれていた各国の同情心を失わせた。

### 審査委員会
この問題は国際連盟でも取り上げられ、事件は二国間問題から国際問題へと変化した。9月4日、イタリアは脱退をちらつかせて国際連盟の関与を拒否した。9月7日、大使会議はイギリス・フランス・日本の代表から構成される審査委員会を設置し、この問題を処理することとなった。日本は国境劃定委員会に参加していなかったため、審査委員会への参加を回避しようとした。しかしイタリア側はベルギー代表の参加が自国に不利になると拒絶した。また、イタリアは自国の代表を委員長にしようと工作したが英仏に拒否され、結局第三者的立場にある日本の参加が求められた。連合国大使会議の石井菊次郎大使はフランス大使館付武官の渋谷伊之彦大佐を委員長として推薦した。国際連盟理事会ではイタリアの横暴な態度に対する批判が高まったが、フランス代表は様子見を決め込み、ブラジル代表はイタリアを支持した。
9月6日大使会議は「在アテネ英仏伊代表者に対するギリシャ最高軍憲の謝罪」「被害者の葬儀をアテネのカトリック寺院で、閣僚出席の元で行う」「葬儀後、入港した英仏伊三国軍艦に対して二十一発の礼砲を撃つ」「犠牲者の遺骸を乗せる軍艦に対して礼を払う」「ギリシャ政府は捜査と犯人処罰にあらゆる措置を執ることを約束する」「英仏伊日四国委員会がギリシャ政府の捜査を監督する。捜査の必要性によってはアルバニア領内への立ち入りやアルバニア官憲の協力も許可する」「ギリシャ政府は大使会議の承認を得た委員会報告書に基づいて、国際司法裁判所が決定した賠償金を支払う。支払いの保証として、ギリシャ政府はスイス国立銀行に5千万リラを供託する」という新たな7条件を策定し、ギリシャ政府もこれを了承した。これにより、9月10日に大使会議は、捜査開始から5日後の段階で委員会が「ギリシャ政府が捜査にあらゆる措置を執る」という第五条件が達成されたと認めた際にはイタリア政府に通告し、ケルキラ島撤退に関する声明を行うという決定を行った。また第五条件が達成されない場合には、英仏伊三国による新たな制裁案をケルキラ島占領に変わって行うこととされた。

### 事件の終結
9月19日、テッリーニ将軍らの葬儀が行われ、ギリシャ政府は「ギリシャ軍最上層部の謝罪」「被害者の葬儀へのギリシャ政府閣僚の出席」「軍艦のイタリア国旗への敬礼」「軍葬の礼」の4条件を履行した。9月22日には第一回の捜査報告書が委員会に送られ、9月25日と9月26日に報告書を審査した委員会は「事件が純粋な政治的理由によって発生したこと」「ギリシャ政府の捜査に怠慢があったが、これは故意かは不明」「捜査困難のため犯人逮捕に至らない」と判定し、捜査に怠慢があったことを理由とし、罰金の性格を持つ賠償金5千万リラの支払いを全会一致で可決し、ギリシャ政府に伝達した。当初この裁定にイギリス代表が反対したため、イタリアの対英感情は悪化した。9月29日、ギリシャ政府は捜査に怠慢があったという認定を否定し、また賠償金が多額であるうえ先例がないとして抗議し、この事例を国際司法裁判所に提議することを申し入れた。イタリアの世論は賠償獲得を大きな戦果として受け止め、ケルキラ島占領を決定したムッソリーニを称えた
9月27日にはイタリア軍がケルキラ島をギリシャ政府官憲に引き渡した。9月29日にはスイス国立銀行から5千万リラがイタリア政府に引き渡された。イタリア政府は賠償獲得は利益目的ではないと声明し、賠償金のうち1千万リラをギリシャ国内に避難したアルメニア難民（アルメニア人のディアスポラ）救援のためにマルタ騎士団に寄贈し、さらに200万リラを砲撃で死傷したギリシャ人の家族に贈与するとした。

### 事件の波紋
12月4日から、ジュネーブでこの事件がもたらした政治的問題を解決するための法律家会議が開催された。この法律家会議で検討されたのは以下の5点である。
1. 国際連盟規約第15条第1項に基づいて加盟国が行った提訴が国際連盟理事会に送付された際、理事会がこの申し立てが理由のあるものか審査するべきか
2. 提訴された紛争が当事者の話し合いで解決中の際、理事会は紛争の調停を中止するべきか
3. 国際連盟規約第15条第八項に基づく異議は、理事会の審査権限を左右する唯一のものとなるか
4. 加盟国が連盟規約第12条もしくは第15条の手続きによらず戦争を開始した際、この措置は第12条と第15条の規定と両立するか
5. 自国領土内で外国人に対して行われた政治的犯罪について、国家はどういう責任をとるべきか

また、万国国際法学会は1934年に平時復仇に関する決議を行っている。